# Лизионот
Лизионо́т (лат. Lysionótus) — род цветковых растений семейства Геснериевые (лат. Gesneriaceae), включающий в себя около 29 видов многолетних эпифитных полукустарников и трав.

## Этимология названия
Название рода происходит от др.-греч. λύσις, lizis — «разделение, растворение», и νώτος, notos — «сзади, спина», что, по-видимому, указывает на способ раскрытия семенных коробочек.

## Ботаническое описание
Эпифитные травы или кустарники. Стебли ветвящиеся, полуодевесневающие, голые. Листья супротивные или собраны в мутовках по три, изредка очерёдные, изофиллические или неравные по размеру, травянистые или кожистые, черешки короткие, пластинки ланцетные или эллиптические, заострённые, по краю городчато-пильчатые. Соцветия пазушные, на цветоносах, с малозаметными прицветниками, мало- или многоцветковые. Чашелистики актиноморфные, сросшиеся в базальной части, ланцетные. Венчик цветка зигоморфный трубчато-воронкообразный, трубка прямая вздутая в верхней части, отгиб двугубый, адаксиальная губа 2-лопастная, короче абаксиальной губы; абаксиальная губа 3-лопастная, лопасти равные или центральный лепесток больше, на вершине закруглённые, красновато-пурпурной, белой, жёлтой окраски. Тычинок 2, обычно равные по длине венчику; сросшиеся пыльники. Завязь верхняя, пестик один, сплющенно-шаровидный. Плод — 2- или 4-створчатая вытянутая коробочка по длине значительно превышающая чашечку. Семена с волосковым выростом на апикальном конце, и шиловидным выростом на корневом конце.

## Ареал и климатические условия
Бутан, Северная Индия, южные острова Японии, Лаос, Мьянма, Непал, Северный Таиланд, Северный Вьетнам; 23 вида обитает в Китае. Растёт в горных лесах — на дервьях, на каменистых склонах, у ручьёв, на высоте 400—1700 метров над уровнем моря.

## Хозяйственное значение и применение
В умеренном климате выращивается как комнатное и тепличное декоративное растение. Известна культивация в моховых корзинках. В более тёплых областях возможно применять как контейнерное растение.

## Агротехника
Посадка. Сажают в очень рыхлый, питательный водо- и воздухопроницаемый субстрат, например земляная смесь для сенполий с добавлением перлита, резаного сфагнума и известняковой крошки. На дне горшка обязательно устраивают дренаж из слоя керамзита или черепков.
Уход. Относительно неприхотливое растение, хорошо растёт на светлом слегка затенённом месте. Следует оберегать от прямых солнечных лучей. Нуждается в повышенной влажности воздуха, можно опрыскивать листья. Полив умеренный, регулярный, обязательно избегать застаивания воды в поддоне. Оптимальная температура 18-19°С. Регулярные подкормки в период роста — весной и летом 1 раз в 2 недели, жидким удобрением для цветущих растений 1/2 дозы от рекомендованной на упаковке. Цветёт с июля по сентябрь. С конца осени до февраля, в период слабой освещённости, уменьшить полив и не удобрять, держать при 16-17°С, что способствует образованию цветочных почек.
Пересадка. Пересаживают ежегодно в феврале в свежий земляной субстрат.
Размножение. Весной — верхушечными стеблевыми черенками, которые укореняют в комнатной тепличке при температуре субстрата 22-24°С.

## Виды
По информации базы данных The Plant List, род включает 23 вида:
- Lysionotus aeschynanthoides W.T.Wang
- Lysionotus atropurpureus H.Hara
- Lysionotus chingii Chun ex W.T.Wang
- Lysionotus denticulosus W.T.Wang
- Lysionotus forrestii W.W.Sm.
- Lysionotus gamosepalus W.T.Wang
- Lysionotus gracilis W.W.Sm.
- Lysionotus heterophyllus Franch. — Лизионот разнолистный[1]
- Lysionotus involucratus Franch.
- Lysionotus kwangsiensis W.T.Wang
- Lysionotus longipedunculatus (W.T.Wang) W.T.Wang
- Lysionotus metuoensis W.T.Wang
- Lysionotus microphyllus W.T.Wang
- Lysionotus oblongifolius W.T.Wang
- Lysionotus pauciflorus Maxim. — Лизионот немногоцветковый[3]
- Lysionotus petelotii Pellegr.
- Lysionotus pubescens C.B.Clarke
- Lysionotus sangzhiensis W.T.Wang
- Lysionotus serratus D.Don
- Lysionotus sessilifolius Hand.-Mazz.
- Lysionotus sulphureoides H.W.Li & Yuan-X.Lu
- Lysionotus sulphureus Hand.-Mazz.
- Lysionotus wilsonii Rehder